# Тлум HD
«Тлум HD» — бывший российский детский телеканал, ориентированный на детей до 12 лет. Начал вещание 22 апреля 2016 года. Входил в группу тематических каналов «Цифровое телевидение» ВГТРК и «Ростелекома». Название канала «Тлум» — это «Мульт» наоборот, без буквы "ь".
Вещал круглосуточно в пакете «Детский» спутниковых операторов «Триколор ТВ» и «НТВ-Плюс», «Орион Экспресс» и других. Три четверти эфирного времени канал транслировал российские мультфильмы, в остальное время — иностранные. В выходные дни канал транслировал полнометражные мультфильмы.
Канал смотрели 2 миллиона человек ежемесячно. По среднесуточному аудиторному охвату в сетях телевизионных провайдеров канал опережал другие российские неэфирные телеканалы в формате HD. Победитель премии «Большая цифра-2017» в номинации «Детский телеканал».
1 декабря 2019 года телеканал прекратил вещание в связи с запуском HD-версии телеканала «Мульт».